# De’Jour Russell
De’Jour Russell (* 1. April 2000 in New Jersey) ist ein jamaikanischer Hürdenläufer, der sich auf den 110-Meter-Hürdenlauf spezialisiert hat.

## Sportliche Laufbahn
Erste internationale Erfahrungen sammelte De’Jour Russell bei den CARIFTA-Games 2015 in Basse-Terre, bei denen er die Goldmedaille mit der Jamaikanischen 4-mal-100-Meter-Staffel gewinnen konnte. Ein Jahr später gewann er bei den Spielen in St. George’s die Silbermedaille im 100-Meter-Lauf sowie Gold mit der Staffel. Über 110 Meter Hürden qualifizierte er sich für U20-Weltmeisterschaften in Bydgoszcz, bei denen er in 13,39 s den vierten Platz belegte, wie auch mit der jamaikanischen Stafette. 2017 gewann er bei den CARIFTA-Games in Willemstad in 13,19 s die Goldmedaille über die Hürden, wie auch bei den Jugendweltmeisterschaften in Nairobi, bei denen er mit neuem Meisterschaftsrekord von 13,04 s siegte. 2018 nahm er zum ersten Mal an den Commonwealth Games im australischen Gold Coast teil und belegte dort in 13,92 s den achten Platz.

## Persönliche Bestzeiten
- 100 m: 10,34 s (+0,6 m/s), 2. März 2018 in Kingston
- 110 m Hürden: 13,32 s (+0,7 m/s), 24. Juni 2017 in Kingston